# Святая Анна (силезское воеводство)
Святая Анна, Свента-Анна (пол. Święta Anna) — село в Польше в Силезском воеводстве, Ченстоховском повете, гмине Зелёная Дубрава. В 1975-98 годах входило в Ченстоховское воеводство.
Село названо в честь святой Анны, матери Девы Марии и расположено на старинном паломничьем пути в Ченстохову. Окрестности села с XV века прославились многочисленными чудесами, что привело к возникновению культа.

## Достопримечательности
Близ центра села расположен монастырь, как и село, посвящённый святой Анне. Формально он относится к соседнему селу, Александрувка.

## Транспорт
Село расположено на трассе №786, имеется автобусное сообщение с Ченстоховой и Конецполем.